# 3gp
3gp — мультимедійний контейнер, який визначається партнерським проєктом третього покоління (англ. Third Generation Partnership Project (3GPP)) для мультимедійних послуг 3G UMTS. Багато сучасних мобільних телефонів (не обов'язково 3G) мають функції запису та перегляду аудіо і відео у форматі *.3GP.
3G2 (3GPP2 file format) — формат контейнера мультимедіа визначається лише для 3G CDMA2000 мультимедійних послуг. Він дуже схожий на формат файлу 3gp, але має деякі розширення й обмеження у порівнянні з 3GP.